# Petra Olli
Petra Maarit Olli, född 5 juni 1994 i Lappajärvi, är en finländsk brottare. Hon representerar Lappajärven Veikot.

## Karriär
Olli vann guld i 60 kg-klassen i Brottning vid EM i Riga 2016 efter att ha besegrat Elis Manolova från Azerbajdzjan. 
Vid OS i Rio de Janeiro 2016 tävlade Olli i 58 kg-klassen och slogs där ut i andra omgången av kirgiska Aisuluu Tynybekova. Förlusten följdes av en TV-intervju med en förkrossad och gråtande Olli. OS följdes av motgångar, en svår knäskada ledde till att Olli missade EM 2017 och att hon inte kunde träna på allvar före november 2017.
En armbågsskada gjorde att Olli var nära att lämna återbud till EM i Kaspijsk 2018, men hon ställde upp och tog guld i 65 kg-klassen. I samma klass vid VM i Budapest senare samma år vann Olli guld.
Internationella brottningsförbundet utsåg Petra Olli till årets dambrottare för året 2018.

## Bakgrund
Petra Olli är uppväxt i en idrottande familj i Lappajärvi i Södra Österbotten. Hon började brottas 2002. Hennes första internationella tävling var EM för kadetter (under 17 år) i Serbien där hon tog brons i 46 kg-klassen. Vid Olympiska sommarspelen för ungdomar 2010 i Singapore tog hon åter brons i 46 kg-klassen. Olli har som ung utövat många idrotter, bland annat friidrott och boboll. Som 15-åring vann hon finska mästerskapet i spjutkastning för sin åldersklass.